# Petar Calungsod
Pedro Calungsod (Ginatilan, 21. srpnja 1654. – Tumon, 2. travnja 1672.), filipinski katolički svetac, katehist, misionar i mučenik. Drugi je Filipinac proglašen svetim (nakon Lorenza Ruiza). Spomendan mu je 2. travnja.

## Životopis
Rođen je 21. srpnja 1654. u Ginatilanu, u pokrajini Središnji Visayas. Osnovno obrazovanje pohađao je u isusovačkoj školi. Naučio je pisati, govoriti tri jezika, volio je slikati, crtati, pjevati, a po zanimanju je bio stolar. Kasnije je postao katehist i misionar.
Zajedno s misionarima navještao je evanđelje ratobornom narodu Chamarros na Marijanskom otočju. Zajedno s blaženim španjolskim isusovcem Diegom Luisom de San Vitores mučen je i ubijen na otoku Guamu. Tijelo mu je bačeno u more.

## Kanonizacija
Papa Ivan Pavao II. proglasio ga je blaženim 5. ožujka 2000. Svetim ga je proglasio papa Benedikt XVI., 21. listopada 2012.